# Rieux-Minervois
Rieux-Minervois (katalanisch und occitanisch: Rius de Menerbés) ist ein südfranzösischer Ort und eine Gemeinde (commune) mit 1.966 Einwohnern (Stand 1. Januar 2022) im Département Aude in der Region Okzitanien.

## Lage und Klima
Der Ort Rieux-Minervois liegt auf dem Südufer des Flusses Argent-Double in einer Höhe von ca. 115 m im Weinbaugebiet Minervois etwa 25 km (Fahrtstrecke) nordöstlich von Carcassonne; das sehenswerte Städtchen Caunes-Minervois befindet sich gut 8 km nordwestlich. Im südlichen Gemeindegebiet verläuft auch das Flüsschen Naval. Nächstgelegene größere Stadt ist Narbonne (ca. 40 km südöstlich). Das Klima ist gemäßigt bis warm; Regen (ca. 690 mm/Jahr) fällt mit Ausnahme der eher trockenen Sommermonate übers Jahr verteilt.

## Bevölkerungsentwicklung
| Jahr                       | 1800 | 1851 | 1901 | 1954 | 1999 | 2021 |
| Einwohner                  | 1367 | 1690 | 2262 | 1854 | 2075 | 1975 |
| Quellen: Cassini und INSEE |      |      |      |      |      |      |

Der deutliche Bevölkerungsrückgang in der ersten Hälfte des 20. Jahrhunderts ist in der Hauptsache auf die Reblauskrise im Weinbau sowie den Verlust von Arbeitsplätzen infolge der Mechanisierung der Landwirtschaft und die Aufgabe bäuerlicher Kleinbetriebe („Höfesterben“) zurückzuführen. In den letzten Jahrzehnten hat sich jedoch die Einwohnersituation der Kleinstadt weitgehend stabilisiert.

## Wirtschaft
Der Ort hat eine jahrhundertelange Tradition im Weinbau. Gekeltert werden sowohl Rot- und Roséweine (Cabernet-Sauvignon, Merlot, Syrah) als auch Weißweine (Chardonnay, Sauvignon, Vionnier). Es gibt verschiedene Möglichkeiten für eine Weinprobe (dégustation). Der Tourismus in Form der Vermietung von Ferienwohnungen (gîtes) spielt seit der Mitte des 20. Jahrhunderts eine wichtige Rolle im Wirtschaftsleben des Ortes.

## Geschichte
Obwohl der Platz wohl schon in gallorömischer Zeit besiedelt war, entstand der Ort wahrscheinlich erst um das Jahr 1000, als ein castrum, der Vorläufer der heutigen Burg, erbaut wurde. Im 12. Jahrhundert gehörte das Gebiet den Grundherren von Minerve, die ihre Besitztümer während der Albigenserkriege jedoch verloren, da sie sich auf die Verliererseite gestellt hatten. Danach gab es ständig wechselnde Herren, bis König Heinrich IV. im Jahr 1604 eine Baronie in Rieux errichtete. In der Zeit Ludwigs XIII. und seines Kanzlers Richelieu stellte sich der Graf von Rieux erneut auf die falsche Seite und wurde in der Schlacht von Castelnaudary (1632) getötet; die Grafschaft Rieux verlor ihren Baronie-Status und die Burg wurde weitgehend zerstört. Im 17. und 18. Jahrhundert gehörte der Ort zum Besitz der Familie Moustiers-Mérinville.

## Sehenswürdigkeiten

### Sonstige
- Einige Häuser im alten Ortskern (Rue Dalmace) vermitteln noch ein mittelalterliches Flair.
- Auch von der mittelalterlichen Wehrmauer sind noch Teile erhalten.
- An mehreren Stellen im Ort finden sich Jakobsmuscheln als Ornament an Hausfassaden – ein Hinweis darauf, dass Rieux ehemals an einem Nebenweg des Jakobswegs (Via Tolosana) lag.
- Das mittelalterliche Schloss (château) liegt außerhalb des Ortes auf einem Felshügel auf der Nordseite des Argent-Double. Es wurde mehrfach erweitert und umgebaut, bevor es im 17. Jahrhundert weitgehend zerstört wurde. Im 18. und 19. Jahrhundert wurden einige Häuser mitten in den Gebäudekomplex hineingebaut, dennoch wurde die in Privatbesitz befindliche Anlage im Jahr 1997 zum Monument historique[4] erklärt.
- Die Kapelle Notre-Dame du Bout du Pont steht in der Nähe der alten Brücke über den Argent-Double und sollte Schutz vor allem Übel (Pest, Schiffbruch etc.) bieten.
- Ein alter Getreidespeicher (silo) wurde im Jahr 1963 als Monument historique[5] eingestuft.